# T. B. Joshua
Pour les articles homonymes, voir Joshua.
Temitope Balogun Joshua, né le 12 juin 1963 à Arigidi-Akoko (État d'Ondo, Nigeria) et mort le 5 juin 2021 à Lagos (Nigeria), communément appelé T. B. Joshua, est un pasteur néopentecôtiste et télévangéliste nigérian.
Il est le fondateur et pasteur de la megachurch Synagogue, Église de Toutes les Nations (SCOAN) à Lagos.
Il a été confronté à de nombreuses controverses, dont des accusations de faux miracles, d’aggressions, de viols et d’abus.

## Biographie
T.B. Joshua revendique avoir passé 15 mois dans le ventre de sa mère et raconte qu'il a échappé de justesse à la mort après qu'une explosion, provenant d'une carrière près de sa maison, a envoyé des roches à travers le toit, sept jours seulement après sa naissance. Selon ses fidèles, une prophétie sur la naissance d'un homme de Dieu provenant des quartiers pauvres d'Oosin à Arigidi-Akoko (État d'Ondo) donnée 100 ans auparavant s'appliquait à T. B. Joshua .
T. B. Joshua, alors connu sous le nom de Balogun Francis, est allé étudier à l'école primaire anglicane St. Steven à Arigidi Akoko (Nigeria) entre 1971 et 1977, mais n'a pas pu terminer une année d'enseignement secondaire. À l'école, il était connu comme le « petit pasteur » à cause de son amour pour la Bible. Il a travaillé dans divers petits boulots après sa scolarité achevée, y compris la transformation de déchets de poulet dans un élevage de volailles. Il a organisé des études de la Bible pour les enfants et a assisté à des cours du soir, au cours de cette période. T. B. Joshua a tenté de joindre l'armée nigériane, mais a été mis en échec en raison d'un train en panne en cours de route vers l'académie militaire.

### Ministère
T. B. Joshua affirme avoir reçu une vision céleste, une onction divine et une alliance de Dieu pour commencer son ministère. Il a fondé La Synagogue, Église de Toutes les Nations (SCOAN) en 1987 . Elle compterait plus de 15 000 membres en 2012. Les visiteurs de l'extérieur du Nigeria sont logés dans une résidence construite sur le terrain de  l'église,,.
T. B. Joshua, a implanté une église au Ghana, et a dit qu'il n'allait pas ouvrir d'autres branches dans le monde entier, car il n'avait pas reçu cette direction de Dieu.
À partir de 2011, selon Forbes, Joshua était le troisième plus riche pasteur du Nigeria, bien qu'un démenti par l'Église fût publié juste après la parution de l'article.
En 2017, il a fait allusion à la possibilité de déplacer son ministère en Israël au cours d'un service du dimanche. L'annonce a suscité une controverse auprès de personnalités nigérianes, l'exhortant à rester dans le pays, citant des conséquences économiques que le Nigeria serait susceptible d'expérimenter par une relocalisation éventuelle.
Il est décédé le 5 juin 2021 après avoir dirigé un service en soirée à Lagos . La raison du décès n’a pas été communiquée.

### Philanthropie
En 2011, T. B. Joshua avait une fortune estimée entre 10 et 15 millions de dollars par le magazine Forbes et aurait donné 20 millions de dollars à des programmes d'éducation, de santé et de réadaptation pour les anciens militants du delta du Niger.

## Distinctions
T. B. Joshua a reçu diverses distinctions, notamment celle de l'Officier de l'Ordre de la République Fédérale (OFR) par le gouvernement Nigérian, en 2008 et a été élu le Yoruba De La Décennie, l'Homme de la Décennie, par Pan-Yoruba de Irohin-Odua. En 2012, il a été considéré comme l'une des 50 personnes les plus influentes d'Afrique par les magazines panafricains Le Rapport sur l'Afrique et les Africains Magazine,.

## Critiques
En 2009, la Communauté pentecôtiste du Nigeria, s'est publiquement dissociée de l'église de TB Joshua, l'invitant à se « repentir et à se convertir au christianisme » . Ayo Oritsejafor, dirigeant de l’organisation, a reproché à Joshua d’exercer la fonction de pasteur sans étude dans le domaine.
En 2010, T. B. Joshua a été accusé de faire de faux miracles et a été mis sur une liste noire par le gouvernement du Cameroun .
En 2012, l'Alliance évangélique du Zimbabwe s’est prononcée contre sa venue au Zimbabwe, en raison de fréquentes prophéties sur la mort de dirigeants politiques, non  représentatives de la Bonne Nouvelle du christianisme .
En 2016, il a été accusé d’avoir une entreprise dans un paradis fiscal, ce qu'il a dénié.
En 2020, il a été critiqué pour avoir faussement prophétisé, le 15 mars 2020, que le Covid-19 disparaîtrait dans le monde le 27 mars 2020 .
En 2021, sa chaîne YouTube est fermée, à la suite de la plainte d'une association britannique qui dénonce les discours haineux et homophobes de l'évangéliste. Il y montrait une femme violemment frappée pour en extirper « le démon de l’homosexualité ». De même, Facebook a retiré des vidéos de sa page où sont diffusées des « attaques contre les gens, fondées sur leurs orientations sexuelles ou leur genre ».

### Faux miracles
En janvier 2024, d’anciens employés de l’église ont révélé comment de faux miracles étaient simulés. Dans les années 1990, Joshua a demandé aux visiteurs atteints du VIH/Sida d’arrêter de prendre leurs médicaments antirétroviraux à leur retour chez eux, ce qui a entrainé la mort de plusieurs fidèles. L'église disposait de plusieurs fauteuils roulants pour que les fidèles les utilisent en disant ne pas pouvoir marcher en échange de guérison. Des personnes démunies auraient été recrutées pour simuler des maladies. Des faux rapports médicaux affirmant les guérisons de personnes atteintes du VIH/SIDA ou du cancer auraient été produits. Des séquences de guérison étaient présentées à la télé comme ayant l’apparence d’avoir été instantanées, mais auraient été tournés à plusieurs mois d'intervalle.

### Accusations d’aggressions, de viols et d’abus
En janvier 2024, la BBC publie les résultats d'une enquête de deux ans, rapportant que Joshua avait abusé de ses adeptes pendant plus de 15 ans. La BBC a rapporté qu'au moins 150 personnes vivaient dans le complexe de Joshua à Lagos en tant que disciples, parfois pendant des années ou des décennies, et de nombreuses personnes interrogées ont décrit la SCOAN comme une secte. Plus de 25 fidèles de l'Église de divers pays, dont le Nigeria, le Ghana, le Royaume-Uni, les États-Unis, l'Afrique du Sud, la Namibie et l'Allemagne, ont révélé des abus présumés au sein de l'Église et par Joshua personnellement, notamment de multiples viols, tortures et avortements forcés.
Une femme namibienne a déclaré que Joshua l'avait violée à plusieurs reprises, la première fois alors qu'elle avait 17 ans, et qu'elle avait été forcée de subir cinq avortements dangereux alors qu'elle se trouvait dans le complexe de la SCOAN. Une Britannique a également déclaré que Joshua l'avait agressée et qu'elle avait été détenue à l'isolement dans l'enceinte, où elle avait fait de nombreuses tentatives de suicide.
Plusieurs autres personnes interrogées ont déclaré qu'elles étaient régulièrement victimes de violences physiques, telles que des coups avec des câbles électriques et des fouets, et qu'elles étaient privées de sommeil. D'autres témoins au Nigeria ont déclaré qu'après avoir révélé publiquement les abus, ils avaient été attaqués. La SCOAN a nié que Joshua ait commis un quelconque acte répréhensible.
Quelques jours après la révélation du scandale, la chaîne satellite d'Emmanuel TV a été retirée de DStv par MultiChoice, une société média sud-africaine ainsi que de YouTube pour une deuxième fois .